# Adonisea approximata
Adonisea approximata là một loài bướm đêm trong họ Noctuidae.